# Ferdinando Paer
Ferdinando Paer (1771-1839) là nhà soạn nhạc người Ý. Ông có lẽ là người thầy có ảnh hưởng nhất đến nghệ sĩ violin kỳ tài Niccolò Paganini.

## Tiểu sử
Ferdinando Paer được Napoléon Bonaparte bảo trợ vì quân đội của ông ta đã chiếm Parma vào năm 1795. Paer đã sáng tác bản hành khúc cho lễ cưới của Hoàng đế nước Pháp với Hoàng hậu Joséphine vào năm 1810. Nhà soạn nhạc này được phong tước là một người trong hoàng tộc và trở thành giám đốc dàn nhạc triều đình năm 1832. 

## Tính cách
Ferdinando Paer bị các đồng nghiệp nhận xét là người tự mãn, ích kỷ và hay ganh tị. Paer là người có điệu bộ màu mè trong cuộc sống. Điều này gây ảnh hưởng mạnh mẽ đến Niccolò Paganini.

## Trở thành thầy của Paganini
Ferdinando Paer trở thành thầy của Niccolò Paganini nhờ sự giới thiệu của Alessandro Rolla. Sau khi Paganini chơi xong một tác phẩm của Rolla và Rolla biết chuyện này, Rolla đã nói:
| “ | Tôi chẳng có gì để dạy cho cậu. Lưu lại đây chỉ phí thì giờ của cậu. Hãy mau đi gặp Ferdinando Paer, giám đốc viện âm nhạc và cũng là nhà sáng tác đại nhạc kịch đi. | ” |

Sau khi được biết đến Paganini, Paer chẳng chính thức nhận học trò mà chuyển cho Gasparo Ghiretti dạy dỗ. Tuy nhiên, Paer cũng tận tình chỉ bảo về hòa âm phối khí cho Paganini và thích cậu học trò này.
Khi Paer rời Parma để tới Viên, chuẩn bị cho sáng tác một vở đại nhạc kịch, Paganini nói rằng:
| “ | Chúng tôi xa nhau trong một thời gian dài. Nhưng về sau tôi luôn luôn quay lại Parma, tìm thăm vị giáo sư vĩ đại này và cũng rất sung sướng nhận ra rằng mình là môn sinh trung thành của ông | ” |

Chắc hẳn Paer rất hạnh phúc khi nghe những lời trên, đặc biệt là từ Paganini, một người vốn không có cái nhìn rộng rãi về tài năng của người khác.